# Torsade de pointes
La torsade de pointes és una afecció cardíaca, descrita l’any 1966 per François Dessertenne, que es caracteritza per ser una taquicàrdia ventricular que apareix típicament amb presència d’un interval QT perllongat i pot ser degut a causes congènites, adquirides o associades a fàrmacs. També pot aparèixer en pacients que no mostrin una prolongació de l’interval QT.
Aquesta arrítmia es caracteritza per la presència de complexos QRS d'amplitud canviant i de forma helicoïdal al voltant de la línia de base, amb una freqüència cardíaca que oscil·la entre 200-250 batecs per minut. La Torsade de pointes sol ser autolimitada, cedint espontàniament, tot i que molts pacients pateixen múltiples episodis d’aquesta arrítmia que pot recórrer i degenerar en fibril·lació ventricular i mort sobtada cardíaca.

## Causes
Les causes de la síndrome de l'interval QT allargat i la Torsade de pointes són les següents: 
- Fàrmacs antiarrítmics: quinidina, procaïnamida, disopiramida, amiodarona, sotalol i bretili
- Bradiarrítmies com per exemple el bloqueig auriculoventricular complet i disfunció del nòdul sinusal
- Alteracions electrolítiques com la hipopotassèmia, la hipocalcèmia i la hipomagnesèmia
- Psicofàrmacs: fenotiazines, antidepressius tricíclics i tetracíclics i haloperidol
- Agents antihipertensius: bepridil, lidoflazina, prenilamina i ketanserina
- Antimicrobians: eritromicina, claritromicina, troleandomicina, cloroquina, amantidina, pentamidina, trimetoprima-sulfametoxazole
- Antifúngics: ketoconazole, itraconazole, metronidazole, fluconazole
- Antihistamínics: terfenadina, astemizole, loratadina, acrivastina, cetirizina
- Alteracions cardíaques: miocarditis, tumors ventriculars, cardiopatia isquèmica i insuficiència cardíaca
- Alteracions endocrines: acidosi, hiperparatiroïdisme, hiperaldosteronisme, hipotiroïdisme i feocromocitoma
- Alteracions intracranials: hemorràgia subaracnoidal, accident vascular cerebral, encefalitis
- Altres: cocaïna, insecticides organofosforats, arsènic, vasopressina, diürètics tiazídics, cimetidina, cisaprida, dieta rica en proteïnes...[5]

## Tractament
El tractament es realitza quan l'arrítmia origina un compromís hemodinàmic o no es resol. Consisteix en administrar de manera inicial sulfat de magnesi intravenós i/o realitzar una cardioversió elèctrica sincronitzada, tot i que aquestes mesures seran temporals fins a la correcció definitiva de l’agent causant de l’arrítmia.